# Погосян, Давид Леванович
Давид Леванович Погосян (груз. დავით ლევანის ძე პოღოსიანი; род. 21 августа 1974, Гори, Грузинская ССР) — грузинский борец вольного стиля, многократный чемпион Грузии, двукратный чемпион Европы (1997, 1998), призёр чемпионата мира (2001). Награждён Орденом Чести (1998).

## Биография
Родился 21 августа 1974 года в Гори в семье выходцев из села Гандзани (Гандза).
Начал заниматься вольной борьбой в возрасте 8 лет под руководством Мераба Музиашвили. В дальнейшем тренировался также у Нугзара Схирели. В 1990 году был включён в состав юниорской сборной СССР и выиграл чемпионат мира в возрастной категории до 16 лет. После распада СССР входил сначала в молодёжную а потом национальную сборную Грузии. Наибольших успехов добивался в конце 1990-х и начале 2000-х годов. В 1997 и 1998 годах становился чемпионом Европы, а в 2001 году – призёром чемпионата мира. В 2000 и 2004 годах участвовал в Олимпийских играх, оба раза занимал пятое место на этих соревнованиях.
В 2007 году завершил свою спортивную карьеру и занялся тренерской деятельностью в спортивной школе города Гори, в которой начинал заниматься борьбой. С 2010 года является главным тренером женской сборной Грузии по вольной борьбе. В 2011 году входил в состав делегации Грузии на 5-х Панармянских играх, нёс флаг города Тбилиси на церемонии их открытия.